# Colisão (figura de linguagem)
Colisão é uma aliteração, de uma assonância, de um hiato, de um parequema ou de uma rima viciosos, dependendo do contexto.

## Exemplos de colisões
- A veneração venera os venerandos venerados. Do soneto Pleonasmos e Aliterações, de Leonardo Melanino[1].
- Eram comunidades camponesas com cultivos coletivos.
- Este senhor é sumamente sensível.
- Mamãe me mandou marcar a manga da minha malha.
- Nada se sabe sobre seus sonhos.
- No mato tu matarás o tatu.
- O aluno repetente mente alegremente.
- O monstro medonho mede, mais ou menos, um metro e meio.
- O papa Paulo VI pediu a paz.
- O rato roeu a roupa do rei de Roma.
- Petroleiro pede apoio para recuperar picape[2].
- Tragam a água à aula.
- Viajarei já em janeiro.